# Мао, Марсель
Марсель Мао (фр. Marcel Mao; род. 1 января 1937, Франция) — французский футболист и тренер.

## Биография
В 16 лет начал свою карьеру футболиста в «Стад Кемпере». Позднее выступал за ряд других французских команд, после чего Мао вернулся в свой первый клуб, где он и начал тренерскую карьеру. С 1982 по 1983 год специалист входил в штаб сборной Франции до 17 лет.
Также Марсель Мао в разное время возглавлял сборные Уоллиса и Футуны, Новой Каледонии и Чада. В 2005 году специалист возобновил свою тренерскую карьеру ради подготовки клубу «Тафеа» из Вануату к матчам Лиги чемпионов ОФК.

## Семья
Является отцом французского тренера и футбольного функционера Филиппа Мао (род. 1968).